# 1958-as labdarúgó-világbajnokság-selejtező
Az 1958-as labdarúgó-világbajnokság selejtezőire 55 ország válogatottja adta be nevezését, a végső tornán azonban csak 16 csapat vehetett részt. A házigazda Svédország és a címvédő NSZK automatikusan résztvevője volt a tornának. A korábbi 4 világbajnokság-selejtezői meglehetősen zavarosak voltak a nem túl igazságos lebonyolításnak és visszalépéseknek köszönhetően. A FIFA innentől kezdve úgy döntött, hogy a selejtezőben induló válogatottakat a saját kontinentális zónájukon belül csoportokba osztja és ezek alapján határozta meg az egyes zónák részvételi számát a világbajnokságon.
A maradék 32 válogatottat 10 csoportba osztották a következő területi elvek szerint:
- Európa (UEFA): 27 ország 2 automatikus: Svédország és az NSZK + 9 hely 11 továbbjutó helyre.
- Dél-Amerika: (CONMEBOL): 9 ország 3 továbbjutó helyre.
- Észak, Közép-Amerika és a Karibi zóna (NAFC/CCFC): 6 ország 1 továbbjutó helyre.
- Afrika (CAF) és Ázsia (AFC): 12 ország 1 továbbjutó helyre (beleértve: Ciprus, Izrael és Törökország).

Végül 46 ország válogatottja lépett pályára, összesen 89 mérkőzést rendeztek, ezeken 341 gól esett, ami meccsenként 3,83-as gólátlagot jelentett.

## Európa
A 27 válogatottat 9 darab 3 tagú csoportba sorsolták, ahol oda-vissza megmérkőztek egymással a csapatok. A csoportgyőztesek kijutottak a világbajnokságra.

### 1. csoport
|   | Csapat   | Pont | M | Gy | D | V | G+ | G- |
| - | -------- | ---- | - | -- | - | - | -- | -- |
| 1 | Anglia   | 7    | 4 | 3  | 1 | 0 | 15 | 5  |
| 2 | Írország | 5    | 4 | 2  | 1 | 1 | 6  | 7  |
| 3 | Dánia    | 0    | 4 | 0  | 0 | 4 | 4  | 13 |

| 1956. október 3. |

| Írország | 2–1 | Dánia |
| -------- | --- | ----- |
|          |     |       |

| Dublin, Írország |

| 1956. december 5. |

| Anglia | 5–2 | Dánia |
| ------ | --- | ----- |
|        |     |       |

| Wolverhampton, Anglia |

| 1957. május 8. |

| Anglia | 5–1 | Írország |
| ------ | --- | -------- |
|        |     |          |

| London, Anglia |

| 1957. május 15. |

| Dánia | 1–5 | Anglia |
| ----- | --- | ------ |
|       |     |        |

| Koppenhága, Dánia |

| 1957. május 19. |

| Írország | 1–1 | Anglia |
| -------- | --- | ------ |
|          |     |        |

| Dublin, Írország |

| 1957. november 2. |

| Dánia | 0–2 | Írország |
| ----- | --- | -------- |
|       |     |          |

| Koppenhága, Dánia |

Anglia kvalifikálta magát a világbajnokságra.

### 2. csoport
|   | Csapat        | Pont | M | Gy | D | V | G+ | G- |
| - | ------------- | ---- | - | -- | - | - | -- | -- |
| 1 | Franciaország | 7    | 4 | 3  | 1 | 0 | 19 | 4  |
| 2 | Belgium       | 5    | 4 | 2  | 1 | 1 | 16 | 11 |
| 3 | Izland        | 0    | 4 | 0  | 0 | 4 | 6  | 26 |

| 1956. november 11. |

| Franciaország | 6–3 | Belgium |
| ------------- | --- | ------- |
|               |     |         |

| Párizs, Franciaország |

| 1957. június 2. |

| Franciaország | 8–0 | Izland |
| ------------- | --- | ------ |
|               |     |        |

| Nantes, Franciaország |

| 1957. június 4. |

| Belgium | 8–3 | Izland |
| ------- | --- | ------ |
|         |     |        |

| Brüsszel, Belgium |

| 1957. szeptember 1. |

| Izland | 1–5 | Franciaország |
| ------ | --- | ------------- |
|        |     |               |

| Reykjavik, Izland |

| 1957. szeptember 4. |

| Izland | 2–5 | Belgium |
| ------ | --- | ------- |
|        |     |         |

| Reykjavik, Izland |

| 1957. november 27. |

| Belgium | 0–0 | Franciaország |
| ------- | --- | ------------- |
|         |     |               |

| Brüsszel, Belgium |

Franciaország kvalifikálta magát a világbajnokságra.

### 3. csoport
|   | Csapat       | Pont | M | Gy | D | V | G+ | G- |
| - | ------------ | ---- | - | -- | - | - | -- | -- |
| 1 | Magyarország | 6    | 4 | 3  | 0 | 1 | 12 | 4  |
| 2 | Bulgária     | 4    | 4 | 2  | 0 | 2 | 11 | 7  |
| 3 | Norvégia     | 2    | 4 | 1  | 0 | 3 | 3  | 15 |

| 1957. május 22. |

| Norvégia | 1–2 | Bulgária |
| -------- | --- | -------- |
|          |     |          |

| Oslo, Norvégia |

| 1957. június 12. |

| Norvégia | 2–1 | Magyarország |
| -------- | --- | ------------ |
|          |     |              |

| Oslo, Norvégia |

| 1957. június 23. |

| Magyarország | 4–1 | Bulgária |
| ------------ | --- | -------- |
|              |     |          |

| Budapest, Magyarország |

| 1957. szeptember 15. |

| Bulgária | 1–2 | Magyarország |
| -------- | --- | ------------ |
|          |     |              |

| Szófia, Bulgária |

| 1957. november 3. |

| Bulgária | 7–0 | Norvégia |
| -------- | --- | -------- |
|          |     |          |

| Szófia, Bulgária |

| 1957. november 10. |

| Magyarország | 5–0 | Norvégia |
| ------------ | --- | -------- |
|              |     |          |

| Budapest, Magyarország |

Magyarország kvalifikálta magát a világbajnokságra.

### 4. csoport
|   | Csapat        | Pont | M | Gy | D | V | G+ | G- |
| - | ------------- | ---- | - | -- | - | - | -- | -- |
| 1 | Csehszlovákia | 6    | 4 | 3  | 0 | 1 | 9  | 3  |
| 2 | Wales         | 4    | 4 | 2  | 0 | 2 | 6  | 5  |
| 3 | NDK           | 2    | 4 | 1  | 0 | 3 | 5  | 12 |

| 1957. május 1. |

| Wales | 1–0 | Csehszlovákia |
| ----- | --- | ------------- |
|       |     |               |

| Cardiff, Wales |

| 1957. május 19. |

| NDK | 2–1 | Wales |
| --- | --- | ----- |
|     |     |       |

| Lipcse, NDK |

| 1957. május 26. |

| Csehszlovákia | 2–0 | Wales |
| ------------- | --- | ----- |
|               |     |       |

| Prága, Csehszlovákia |

| 1957. június 16. |

| Csehszlovákia | 3–1 | NDK |
| ------------- | --- | --- |
|               |     |     |

| Brno, Csehszlovákia |

| 1957. szeptember 25. |

| Wales | 4–1 | NDK |
| ----- | --- | --- |
|       |     |     |

| Cardiff, Wales |

| 1957. október 27. |

| NDK | 1–4 | Csehszlovákia |
| --- | --- | ------------- |
|     |     |               |

| Lipcse, NDK |

Csehszlovákia kvalifikálta magát a világbajnokságra.

### 5. csoport
|   | Csapat    | Pont | M | Gy | D | V | G+ | G- |
| - | --------- | ---- | - | -- | - | - | -- | -- |
| 1 | Ausztria  | 7    | 4 | 3  | 1 | 0 | 14 | 3  |
| 2 | Hollandia | 5    | 4 | 2  | 1 | 1 | 12 | 7  |
| 3 | Luxemburg | 0    | 4 | 0  | 0 | 4 | 3  | 19 |

| 1956. szeptember 30. |

| Ausztria | 7–0 | Luxemburg |
| -------- | --- | --------- |
|          |     |           |

| Bécs, Ausztria |

| 1957. március 20. |

| Hollandia | 4–1 | Luxemburg |
| --------- | --- | --------- |
|           |     |           |

| Rotterdam, Hollandia |

| 1957. május 26. |

| Ausztria | 3–2 | Hollandia |
| -------- | --- | --------- |
|          |     |           |

| Bécs, Ausztria |

| 1957. szeptember 11. |

| Hollandia | 5–2 | Luxemburg |
| --------- | --- | --------- |
|           |     |           |

| Rotterdam, Hollandia |

| 1957. szeptember 25. |

| Hollandia | 1–1 | Ausztria |
| --------- | --- | -------- |
|           |     |          |

| Amszterdam, Hollandia |

| 1957. szeptember 29. |

| Luxemburg | 0–3 | Ausztria |
| --------- | --- | -------- |
|           |     |          |

| Luxembourg, Luxemburg |

Ausztria kvalifikálta magát a világbajnokságra.

### 6. csoport
|    | Csapat        | Pont | M | Gy | D | V | G+ | G- |
| -- | ------------- | ---- | - | -- | - | - | -- | -- |
| 1= | Szovjetunió   | 7    | 4 | 3  | 1 | 0 | 16 | 3  |
| 1= | Lengyelország | 5    | 4 | 2  | 1 | 1 | 9  | 5  |
| 2  | Finnország    | 0    | 4 | 0  | 0 | 4 | 2  | 19 |

| 1957. június 23. |

| Szovjetunió | 3–0 | Lengyelország |
| ----------- | --- | ------------- |
|             |     |               |

| Moszkva, Szovjetunió |

| 1957. július 5. |

| Finnország | 1–3 | Lengyelország |
| ---------- | --- | ------------- |
|            |     |               |

| Helsinki, Finnország |

| 1957. július 27. |

| Szovjetunió | 2–1 | Finnország |
| ----------- | --- | ---------- |
|             |     |            |

| Moszkva, Szovjetunió |

| 1957. augusztus 15. |

| Finnország | 0–10 | Szovjetunió |
| ---------- | ---- | ----------- |
|            |      |             |

| Helsinki, Finnország |

| 1957. október 20. |

| Lengyelország | 2–1 | Szovjetunió |
| ------------- | --- | ----------- |
|               |     |             |

| Chorzów, Lengyelország |

| 1957. november 3. |

| Lengyelország | 4–0 | Finnország |
| ------------- | --- | ---------- |
|               |     |            |

| Varsó, Lengyelország |

A Szovjetunió és Lengyelország azonos pontszámmal végzett, így egy harmadik mindent eldöntő mérkőzésre került sor semleges pályán.
| 1957. november 24. |

| Szovjetunió | 2–0 | Lengyelország |
| ----------- | --- | ------------- |
|             |     |               |

| Lipcse, NDK |

A Szovjetunió kvalifikálta magát a világbajnokságra.

### 7. csoport
|   | Csapat      | Pont | M | Gy | D | V | G+ | G- |
| - | ----------- | ---- | - | -- | - | - | -- | -- |
| 1 | Jugoszlávia | 6    | 4 | 2  | 2 | 0 | 7  | 2  |
| 2 | Románia     | 5    | 4 | 2  | 1 | 1 | 6  | 4  |
| 3 | Görögország | 1    | 4 | 0  | 1 | 3 | 2  | 9  |

| 1957. május 5. |

| Görögország | 0–0 | Jugoszlávia |
| ----------- | --- | ----------- |
|             |     |             |

| Athén, Görögország |

| 1957. június 16. |

| Görögország | 1–2 | Románia |
| ----------- | --- | ------- |
|             |     |         |

| Athén, Görögország |

| 1957. szeptember 29. |

| Románia | 1–1 | Jugoszlávia |
| ------- | --- | ----------- |
|         |     |             |

| Bukarest, Románia |

| 1957. november 3. |

| Románia | 3–0 | Görögország |
| ------- | --- | ----------- |
|         |     |             |

| Bukarest, Románia |

| 1957. november 10. |

| Jugoszlávia | 4–1 | Görögország |
| ----------- | --- | ----------- |
|             |     |             |

| Belgrád, Jugoszlávia |

| 1957. november 17. |

| Jugoszlávia | 2–0 | Románia |
| ----------- | --- | ------- |
|             |     |         |

| Belgrád, Jugoszlávia |

Jugoszlávia kvalifikálta magát a világbajnokságra.

### 8. csoport
|   | Csapat         | Pont | M | Gy | D | V | G+ | G- |
| - | -------------- | ---- | - | -- | - | - | -- | -- |
| 1 | Észak-Írország | 5    | 4 | 2  | 1 | 1 | 6  | 3  |
| 2 | Olaszország    | 4    | 4 | 2  | 0 | 2 | 5  | 5  |
| 3 | Portugália     | 3    | 4 | 1  | 1 | 2 | 4  | 7  |

| 1957. január 16. |

| Portugália | 1–1 | Észak-Írország |
| ---------- | --- | -------------- |
|            |     |                |

| Lisszabon, Portugália |

| 1957. április 25. |

| Olaszország | 1–0 | Észak-Írország |
| ----------- | --- | -------------- |
|             |     |                |

| Róma, Olaszország |

| 1957. május 1. |

| Észak-Írország | 3–0 | Portugália |
| -------------- | --- | ---------- |
|                |     |            |

| Belfast, Észak-Írország |

| 1957. május 26. |

| Portugália | 3–0 | Olaszország |
| ---------- | --- | ----------- |
|            |     |             |

| Lisszabon, Portugália |

| 1957. december 22. |

| Olaszország | 3–0 | Portugália |
| ----------- | --- | ---------- |
|             |     |            |

| Milánó, Olaszország |

| 1958. január 15. |

| Észak-Írország | 2–1 | Olaszország |
| -------------- | --- | ----------- |
|                |     |             |

| Belfast, Észak-Írország |

Észak-Írország kvalifikálta magát a világbajnokságra.

### 9. csoport
|   | Csapat        | Pont | M | Gy | D | V | G+ | G- |
| - | ------------- | ---- | - | -- | - | - | -- | -- |
| 1 | Skócia        | 6    | 4 | 3  | 0 | 1 | 10 | 9  |
| 2 | Spanyolország | 5    | 4 | 2  | 1 | 1 | 12 | 8  |
| 3 | Svájc         | 1    | 4 | 0  | 1 | 3 | 6  | 11 |

| 1957. március 10. |

| Spanyolország | 2–2 | Svájc |
| ------------- | --- | ----- |
|               |     |       |

| Madrid, Spanyolország |

| 1957. május 8. |

| Skócia | 4–2 | Spanyolország |
| ------ | --- | ------------- |
|        |     |               |

| Glasgow, Skócia |

| 1957. május 19. |

| Svájc | 1–2 | Skócia |
| ----- | --- | ------ |
|       |     |        |

| Basel, Svájc |

| 1957. május 26. |

| Spanyolország | 4–1 | Skócia |
| ------------- | --- | ------ |
|               |     |        |

| Madrid, Spanyolország |

| 1957. november 6. |

| Skócia | 3–2 | Svájc |
| ------ | --- | ----- |
|        |     |       |

| Glasgow, Skócia |

| 1957. november 24. |

| Svájc | 1–4 | Spanyolország |
| ----- | --- | ------------- |
|       |     |               |

| Lausanne, Svájc |

Skócia kvalifikálta magát a világbajnokságra.

## Dél-Amerika
A 9 válogatottat 3 darab 3 tagú csoportba sorsolták, ahol oda-vissza megmérkőztek egymással a csapatok. A csoportgyőztesek kijutottak a világbajnokságra.

### 1. csoport
|   | Csapat    | Pont         | M            | Gy           | D            | V            | G+           | G-           |
| - | --------- | ------------ | ------------ | ------------ | ------------ | ------------ | ------------ | ------------ |
| 1 | Brazília  | 3            | 2            | 1            | 1            | 0            | 2            | 1            |
| 2 | Peru      | 1            | 2            | 0            | 1            | 1            | 1            | 2            |
| — | Venezuela | visszalépett | visszalépett | visszalépett | visszalépett | visszalépett | visszalépett | visszalépett |

| 1957. április 13. |

| Peru | 1–1 | Brazília |
| ---- | --- | -------- |
|      |     |          |

| Lima, Peru |

| 1957. április 21. |

| Brazília | 1–0 | Peru |
| -------- | --- | ---- |
|          |     |      |

| Rio de Janeiro, Brazília |

Brazília kvalifikálta magát a világbajnokságra.

### 2. csoport
|   | Csapat    | Pont | M | Gy | D | V | G+ | G- |
| - | --------- | ---- | - | -- | - | - | -- | -- |
| 1 | Argentína | 6    | 4 | 3  | 0 | 1 | 10 | 2  |
| 2 | Bolívia   | 4    | 4 | 2  | 0 | 2 | 6  | 6  |
| 3 | Chile     | 2    | 4 | 1  | 0 | 3 | 2  | 10 |

| 1957. szeptember 22. |

| Chile | 2–1 | Bolívia |
| ----- | --- | ------- |
|       |     |         |

| Santiago, Chile |

| 1957. szeptember 29. |

| Bolívia | 3–0 | Chile |
| ------- | --- | ----- |
|         |     |       |

| La Paz, Bolívia |

| 1957. október 6. |

| Bolívia | 2–0 | Argentína |
| ------- | --- | --------- |
|         |     |           |

| La Paz, Bolívia |

| 1957. október 13. |

| Chile | 0–2 | Argentína |
| ----- | --- | --------- |
|       |     |           |

| Santiago, Chile |

| 1957. október 20. |

| Argentína | 4–0 | Chile |
| --------- | --- | ----- |
|           |     |       |

| Buenos Aires, Argentína |

| 1957. október 27. |

| Argentína | 4–0 | Bolívia |
| --------- | --- | ------- |
|           |     |         |

| Buenos Aires, Argentína |

Argentína kvalifikálta magát a világbajnokságra.

### 3. csoport
|   | Csapat   | Pont | M | Gy | D | V | G+ | G- |
| - | -------- | ---- | - | -- | - | - | -- | -- |
| 1 | Paraguay | 6    | 4 | 3  | 0 | 1 | 11 | 4  |
| 2 | Uruguay  | 5    | 4 | 2  | 1 | 1 | 4  | 6  |
| 3 | Kolumbia | 1    | 4 | 0  | 1 | 3 | 3  | 8  |

| 1957. június 16. |

| Kolumbia | 1–1 | Uruguay |
| -------- | --- | ------- |
|          |     |         |

| Bogotá, Kolumbia |

| 1957. június 20. |

| Kolumbia | 2–3 | Paraguay |
| -------- | --- | -------- |
|          |     |          |

| Bogotá, Kolumbia |

| 1957. június 30. |

| Uruguay | 1–0 | Kolumbia |
| ------- | --- | -------- |
|         |     |          |

| Montevideo, Uruguay |

| 1957. július 7. |

| Paraguay | 3–0 | Kolumbia |
| -------- | --- | -------- |
|          |     |          |

| Asunción, Paraguay |

| 1957. július 14. |

| Paraguay | 5–0 | Uruguay |
| -------- | --- | ------- |
|          |     |         |

| Asunción, Paraguay |

| 1957. július 28. |

| Uruguay | 2–0 | Paraguay |
| ------- | --- | -------- |
|         |     |          |

| Montevideo, Uruguay |

Paraguay kvalifikálta magát a világbajnokságra.

## Észak, Közép-Amerika és a Karibi zóna
Két fordulóban bonyolították le a selejtezőket:
- Első forduló: A 6 csapatot két 3 tagú csoportba sorsolták (Az első csoport tagjai Észak-Amerikához tartoztak, míg a 2. csoporté Közép-Amerika és karibi zóna csapataiból tevődött össze). A felek oda-vissza megmérkőztek egymással és a csoportgyőztesek jutottak a második fordulóba.
- Második forduló: A két továbbjutó oda-vissza megmérkőzött egymással és a győztes kijutott a világbajnokságra.

### 1. forduló

#### 1. csoport
|   | Csapat           | Pont | M | Gy | D | V | G+ | G- |
| - | ---------------- | ---- | - | -- | - | - | -- | -- |
| 1 | Mexikó           | 8    | 4 | 4  | 0 | 0 | 18 | 2  |
| 2 | Kanada           | 4    | 4 | 2  | 0 | 2 | 8  | 8  |
| 3 | Egyesült Államok | 0    | 4 | 0  | 0 | 4 | 5  | 21 |

| 1957. április 7. |

| Mexikó | 6–0 | Egyesült Államok |
| ------ | --- | ---------------- |
|        |     |                  |

| Mexikóváros, Mexikó |

| 1957. április 28. |

| Egyesült Államok | 2–7 | Mexikó |
| ---------------- | --- | ------ |
|                  |     |        |

| Long Beach, Egyesült Államok |

| 1957. június 22. |

| Kanada | 5–1 | Egyesült Államok |
| ------ | --- | ---------------- |
|        |     |                  |

| Toronto, Kanada |

| 1957. június 30. |

| Mexikó | 3–0 | Kanada |
| ------ | --- | ------ |
|        |     |        |

| Mexikóváros, Mexikó |

| 1957. július 3. |

| Mexikó | 2–0 | Kanada |
| ------ | --- | ------ |
|        |     |        |

| Mexikóváros, Mexikó |

| 1957. július 6. |

| Egyesült Államok | 2–3 | Kanada |
| ---------------- | --- | ------ |
|                  |     |        |

| St. Louis, Egyesült Államok |

Mexikó jutott a második fordulóba.

#### 2. csoport
|   | Csapat            | Pont | M | Gy | D | V | G+ | G- |
| - | ----------------- | ---- | - | -- | - | - | -- | -- |
| 1 | Costa Rica        | 8    | 4 | 4  | 0 | 0 | 15 | 4  |
| 2 | Curaçao-i terület | 2    | 3 | 1  | 0 | 2 | 4  | 7  |
| 3 | Guatemala         | 0    | 3 | 0  | 0 | 3 | 4  | 9  |

| 1957. február 10. |

| Guatemala | 2–6 | Costa Rica |
| --------- | --- | ---------- |
|           |     |            |

| Guatemalaváros, Guatemala |

| 1957. február 17. |

| Costa Rica | 3–1 | Guatemala |
| ---------- | --- | --------- |
|            |     |           |

| San José, Costa Rica |

| 1957. március 3. |

| Costa Rica | 4–0 | Curaçao-i terület |
| ---------- | --- | ----------------- |
|            |     |                   |

| San José, Costa Rica |

| 1957. március 14. |

| Guatemala | 1–3 | Curaçao-i terület |
| --------- | --- | ----------------- |
|           |     |                   |

| Guatemalaváros, Guatemala |

| 1957. augusztus 4. |

| Curaçao-i terület | 1–2 | Costa Rica |
| ----------------- | --- | ---------- |
|                   |     |            |

| Willemstad, Curaçao-i terület |

Costa Rica jutott a második fordulóba. A Curaçao-i terület–Guatemala mérkőzést nem játszották le felek, mivel a guatemalai játékosok nem utaztak el a Holland Antillák-ra (régebbi nevén: Curaçao) Ekkor már egyik csapat sem juthatott tovább.

### 2. forduló
|   | Csapat     | Pont | M | Gy | D | V | G+ | G- |
| - | ---------- | ---- | - | -- | - | - | -- | -- |
| 1 | Mexikó     | 3    | 2 | 1  | 1 | 0 | 3  | 1  |
| 2 | Costa Rica | 1    | 2 | 0  | 1 | 1 | 1  | 3  |

| 1957. október 20. |

| Mexikó | 2–0 | Costa Rica |
| ------ | --- | ---------- |
|        |     |            |

| Mexikóváros, Mexikó |

| 1957. október 27. |

| Costa Rica | 1–1 | Mexikó |
| ---------- | --- | ------ |
|            |     |        |

| San José, Costa Rica |

Mexikó kvalifikálta magát a világbajnokságra.

## Afrika és Ázsia
A FIFA elutasította Dél-Korea és Etiópia nevezését. A maradék 10 csapat kieséses tornákon oda-vissza megmérkőzve mérte össze erejét.

### Előselejtező
|   | Csapat            | Pont                      | M                         | Gy                        | D                         | V                         | G+                        | G-                        |
| - | ----------------- | ------------------------- | ------------------------- | ------------------------- | ------------------------- | ------------------------- | ------------------------- | ------------------------- |
| 1 | Indonézia         | játék nélkül továbbjutott | játék nélkül továbbjutott | játék nélkül továbbjutott | játék nélkül továbbjutott | játék nélkül továbbjutott | játék nélkül továbbjutott | játék nélkül továbbjutott |
| — | Kínai Köztársaság | visszalépett              | visszalépett              | visszalépett              | visszalépett              | visszalépett              | visszalépett              | visszalépett              |

A Kínai Köztársaság visszalépett, így Indonézia automatikusan az első fordulóba jutott.

### 1. forduló

#### 1. csoport
|    | Csapat    | Pont         | M            | Gy           | D            | V            | G+           | G-           |              |
| -- | --------- | ------------ | ------------ | ------------ | ------------ | ------------ | ------------ | ------------ | ------------ |
| 1= | Indonézia | 2            | 2            | 1            | 0            | 1            | 5            | 4            |              |
| 1= | Kína      | 2            | 2            | 1            | 0            | 1            | 4            | 5            |              |
| —  | Hong Kong | visszalépett | visszalépett | visszalépett | visszalépett | visszalépett | visszalépett | visszalépett | visszalépett |

| 1957. május 12. |

| Indonézia | 2–0 | Kína |
| --------- | --- | ---- |
|           |     |      |

| Jakarta, Indonézia |

| 1957. június 2. |

| Kína | 4–3 | Indonézia |
| ---- | --- | --------- |
|      |     |           |

| Peking, Kína |

Indonézia és Kína azonos pontszámmal végzett, így egy harmadik mindent eldöntő mérkőzésre került sor semleges pályán.
| 1957. június 23. |

| Indonézia | 0–0 (h. u.) | Kína |
| --------- | ----------- | ---- |
|           |             |      |

| Rangoon, Burma |

Jobb gólkülönbségének köszönhetően Indonézia jutott a második fordulóba.

#### 2. csoport
|   | Csapat      | Pont                      | M                         | Gy                        | D                         | V                         | G+                        | G-                        |
| - | ----------- | ------------------------- | ------------------------- | ------------------------- | ------------------------- | ------------------------- | ------------------------- | ------------------------- |
| 1 | Izrael      | játék nélkül továbbjutott | játék nélkül továbbjutott | játék nélkül továbbjutott | játék nélkül továbbjutott | játék nélkül továbbjutott | játék nélkül továbbjutott | játék nélkül továbbjutott |
| — | Törökország | visszalépett              | visszalépett              | visszalépett              | visszalépett              | visszalépett              | visszalépett              | visszalépett              |

Törökország visszalépett, így Izrael automatikusan a második fordulóba jutott.

#### 3. csoport
|   | Csapat   | Pont                      | M                         | Gy                        | D                         | V                         | G+                        | G-                        |
| - | -------- | ------------------------- | ------------------------- | ------------------------- | ------------------------- | ------------------------- | ------------------------- | ------------------------- |
| 1 | Egyiptom | játék nélkül továbbjutott | játék nélkül továbbjutott | játék nélkül továbbjutott | játék nélkül továbbjutott | játék nélkül továbbjutott | játék nélkül továbbjutott | játék nélkül továbbjutott |
| — | Ciprus   | visszalépett              | visszalépett              | visszalépett              | visszalépett              | visszalépett              | visszalépett              | visszalépett              |

Ciprus visszalépett, így Egyiptom automatikusan a második fordulóba jutott.

#### 4. csoport
|   | Csapat | Pont | M | Gy | D | V | G+ | G- |
| - | ------ | ---- | - | -- | - | - | -- | -- |
| 1 | Szudán | 3    | 2 | 1  | 1 | 0 | 2  | 1  |
| 2 | Szíria | 1    | 2 | 0  | 1 | 1 | 1  | 2  |

| 1957. március 8. |

| Szudán | 1–0 | Szíria |
| ------ | --- | ------ |
|        |     |        |

| Kartúm, Szudán |

| 1957. május 24. |

| Szíria | 1–1 | Szudán |
| ------ | --- | ------ |
|        |     |        |

| Damaszkusz, Szíria |

Szudán jutott a második fordulóba.

### 2. forduló
|    | Csapat    | Pont                      | M                         | Gy                        | D                         | V                         | G+                        | G-                        |
| -- | --------- | ------------------------- | ------------------------- | ------------------------- | ------------------------- | ------------------------- | ------------------------- | ------------------------- |
| 1= | Izrael    | játék nélkül továbbjutott | játék nélkül továbbjutott | játék nélkül továbbjutott | játék nélkül továbbjutott | játék nélkül továbbjutott | játék nélkül továbbjutott | játék nélkül továbbjutott |
| 1= | Szudán    | játék nélkül továbbjutott | játék nélkül továbbjutott | játék nélkül továbbjutott | játék nélkül továbbjutott | játék nélkül továbbjutott | játék nélkül továbbjutott | játék nélkül továbbjutott |
| —  | Egyiptom  | visszalépett              | visszalépett              | visszalépett              | visszalépett              | visszalépett              | visszalépett              | visszalépett              |
| —  | Indonézia | visszalépett              | visszalépett              | visszalépett              | visszalépett              | visszalépett              | visszalépett              | visszalépett              |

Indonézia visszalépett miután a FIFA nem engedélyezte, hogy Izrael ellen semleges helyszínen lépjenek pályára. Ennek következtében Izrael játék nélkül bejutott a harmadik fordulóba. Egyiptom visszalépett, ezért Szudán automatikusan a harmadik fordulóba jutott.

### 3. forduló
|   | Csapat | Pont                       | M                          | Gy                         | D                          | V                          | G+                         | G-                         |
| - | ------ | -------------------------- | -------------------------- | -------------------------- | -------------------------- | -------------------------- | -------------------------- | -------------------------- |
| 1 | Izrael | játék nélkül tovább jutott | játék nélkül tovább jutott | játék nélkül tovább jutott | játék nélkül tovább jutott | játék nélkül tovább jutott | játék nélkül tovább jutott | játék nélkül tovább jutott |
| — | Szudán | visszalépett               | visszalépett               | visszalépett               | visszalépett               | visszalépett               | visszalépett               | visszalépett               |

Szudán politikai okokra hivatkozva visszalépett, így Izrael automatikusan továbbjutott. Azonban a FIFA a selejtezősorozat előtt kikötötte, hogy játék nélkül egyik csapat sem szerepelhet a világbajnokságon (kivétel ez alól a világbajnoki címvédő és a rendező ország). Izraelnek ennek értelmében pótselejtezőt kellett játszania.

### Pótselejtező
Ez a speciális pótselejtező Izrael és az egyik az európai selejtezőcsoportokban második helyen végzett együttes ellen zajlott. Ezt sorsolással döntötték el. Először Belgiumot húzták ki, de ők visszautasították a lehetőséget. Végül a 4. csoport 2. helyezett csapata Wales lett Izrael ellenfele a pótselejtezőben, ahol oda-vissza megmérkőztek egymással a csapatok.
|   | Csapat | Pont | M | Gy | D | V | G+ | G- |
| - | ------ | ---- | - | -- | - | - | -- | -- |
| 1 | Wales  | 4    | 2 | 2  | 0 | 0 | 4  | 0  |
| 2 | Izrael | 0    | 2 | 0  | 0 | 2 | 0  | 4  |

| 1958. január 15. |

| Izrael | 0–2 | Wales |
| ------ | --- | ----- |
|        |     |       |

| Tel-Aviv, Izrael |

| 1958. február 5. |

| Wales | 2–0 | Izrael |
| ----- | --- | ------ |
|       |     |        |

| Cardiff, Wales |

Wales kvalifikálta magát a világbajnokságra.

## Továbbjutó országok
| Válogatott     | Világbajnoki szereplések | Egymás utáni világbajnoki szereplés | Utolsó világbajnoki szereplés |
| -------------- | ------------------------ | ----------------------------------- | ----------------------------- |
| Anglia         | 3.                       | 3                                   | 1954                          |
| Argentína      | 3.                       | 1                                   | 1934                          |
| Ausztria       | 3.                       | 2                                   | 1954                          |
| Brazília       | 6.                       | 6                                   | 1954                          |
| Csehszlovákia  | 4.                       | 2                                   | 1954                          |
| Észak-Írország | 1.                       | 1                                   | -                             |
| Franciaország  | 5.                       | 2                                   | 1954                          |
| Magyarország   | 4.                       | 2                                   | 1954                          |
| Jugoszlávia    | 4.                       | 3                                   | 1954                          |
| Mexikó (c)     | 4.                       | 3                                   | 1954                          |
| NSZK (c)       | 4.                       | 2                                   | 1954                          |
| Paraguay       | 3.                       | 1                                   | 1950                          |
| Skócia         | 2.                       | 2                                   | 1954                          |
| Svédország (r) | 4.                       | 1                                   | 1950                          |
| Szovjetunió    | 1.                       | 1                                   | -                             |
| Wales          | 1.                       | 1                                   | -                             |

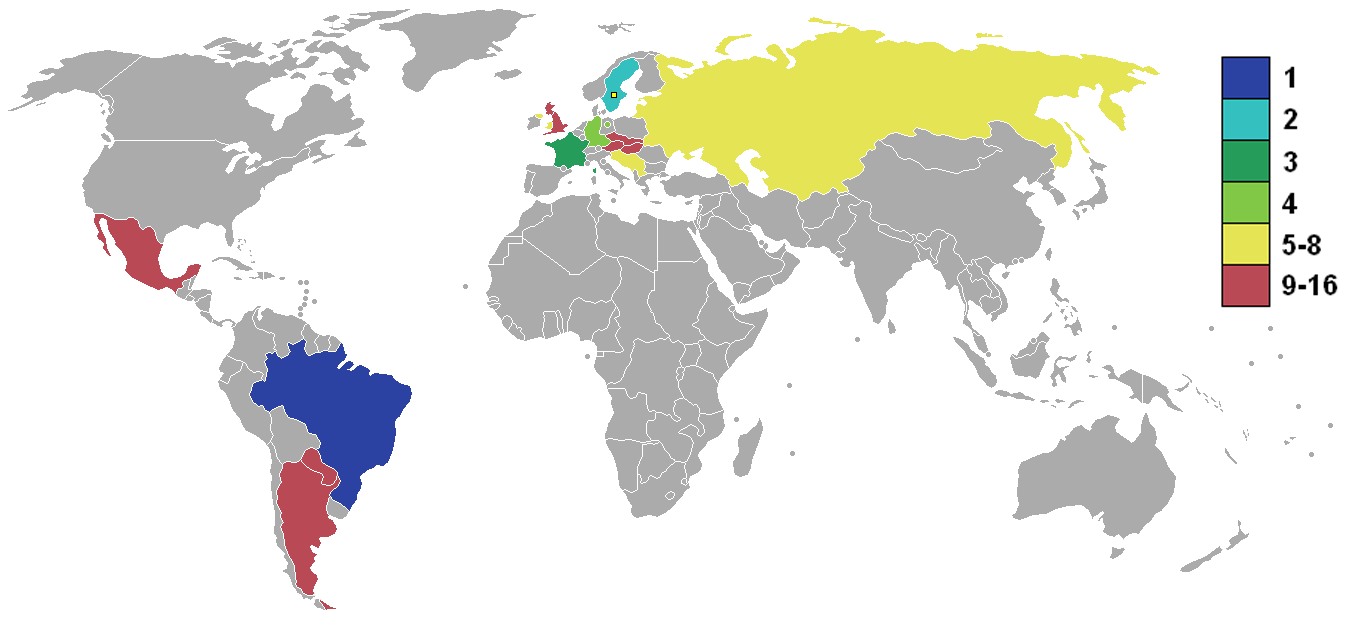
Részt vevő országok

(r) - rendezőként automatikus résztvevő
(c) - címvédőként automatikus résztvevő

## Érdekességek
- Első alkalom volt, hogy az Egyesült Királyság mind a négy tagállama (Anglia, Észak-Írország, Skócia és Wales) egyaránt részt vett a világbajnokságon.
- Wales volt az egyetlen válogatott, mely miután kiesett pótselejtezőben kiharcolhatta a részvételi jogot. Se előtte és azóta sem jutott ki Wales egyetlen világbajnokságra. 2016-ban először kvalifikálták magukat a Labdarúgó-Európa-bajnokságra

## Külső hivatkozások
- Az 1958-as VB selejtezői a FIFA honlapján Archiválva 2013. december 10-i dátummal a Wayback Machine-ben
- Az 1958-as VB selejtezői a RSSSF honlapján